# IJ (rzeka)
IJ (wymowa: [ɛi̯]) – rzeka w Holandii, w prowincji Noord-Holland łącząca Markermeer południową część jeziora IJsselmeer z Morzem Północnym. Przepływa przez Amsterdam dzieląc go na dwie części południową i północną. Uchodzi do morza w miejscowości IJmuiden. Odcinkiem łączącym IJ z morzem jest Kanał Morza Północnego.

## Historia
Kiedyś IJ była zatoką Morza Północnego wcinającą się od północy ku południowi w głąb lądu. Poprzez systematyczne osuszanie terenów Holandii i tworzenie polderów powierzchnia zatoki się zmniejszała. A w roku 1932 po wybudowaniu 30 kilometrowej tamy Afsluitdijk odcinającej zatokę od morza powstało słodkowodne jezioro IJsselmeer. Tama ta spowodowała dalsze osuszanie terenów i zmniejszanie się powierzchni wodnych z powodu różnicy poziomów wody po obu stronach tamy. Poziom morza jest o 3 metry wyższy od poziomu jeziora. W wyniku tego procesu jeden z cieków wodnych będący odnogą łącząca jezioro z morzem został nazwany IJ.

## Galeria

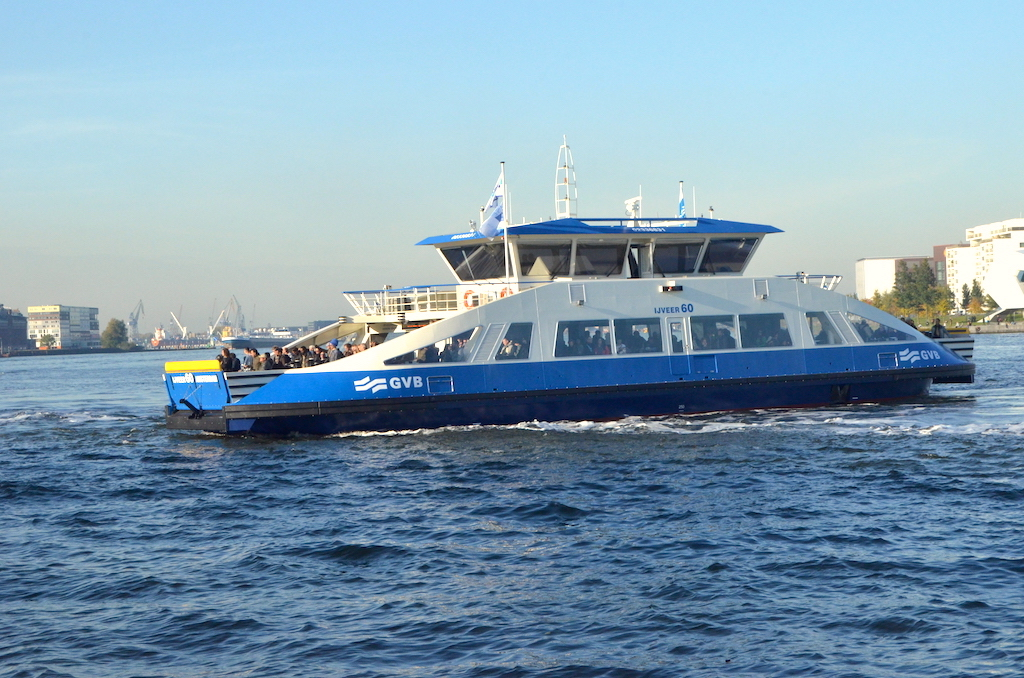
Prom na IJ - 2018
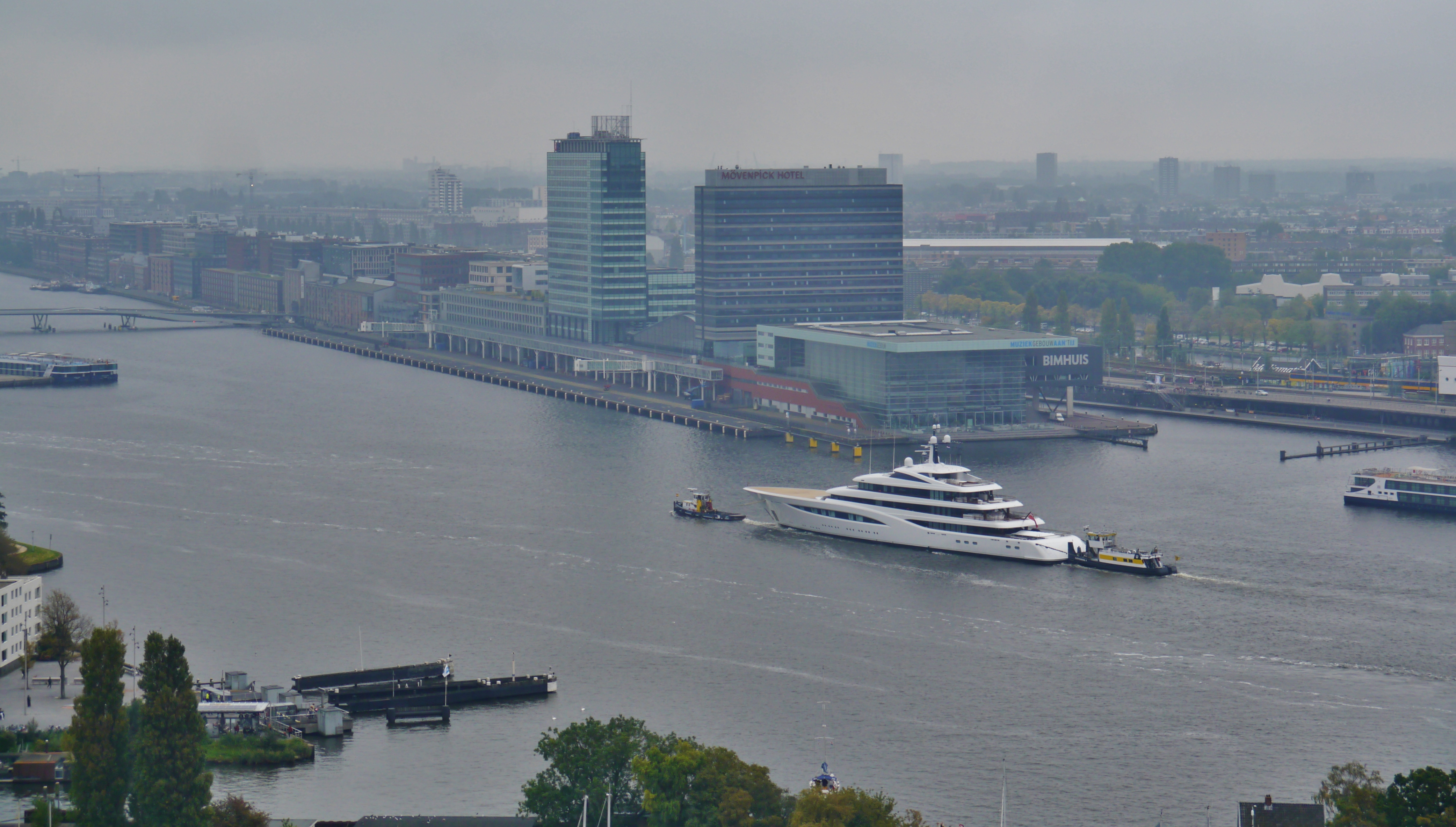
Widok na IJ i Amsterdam - 2017
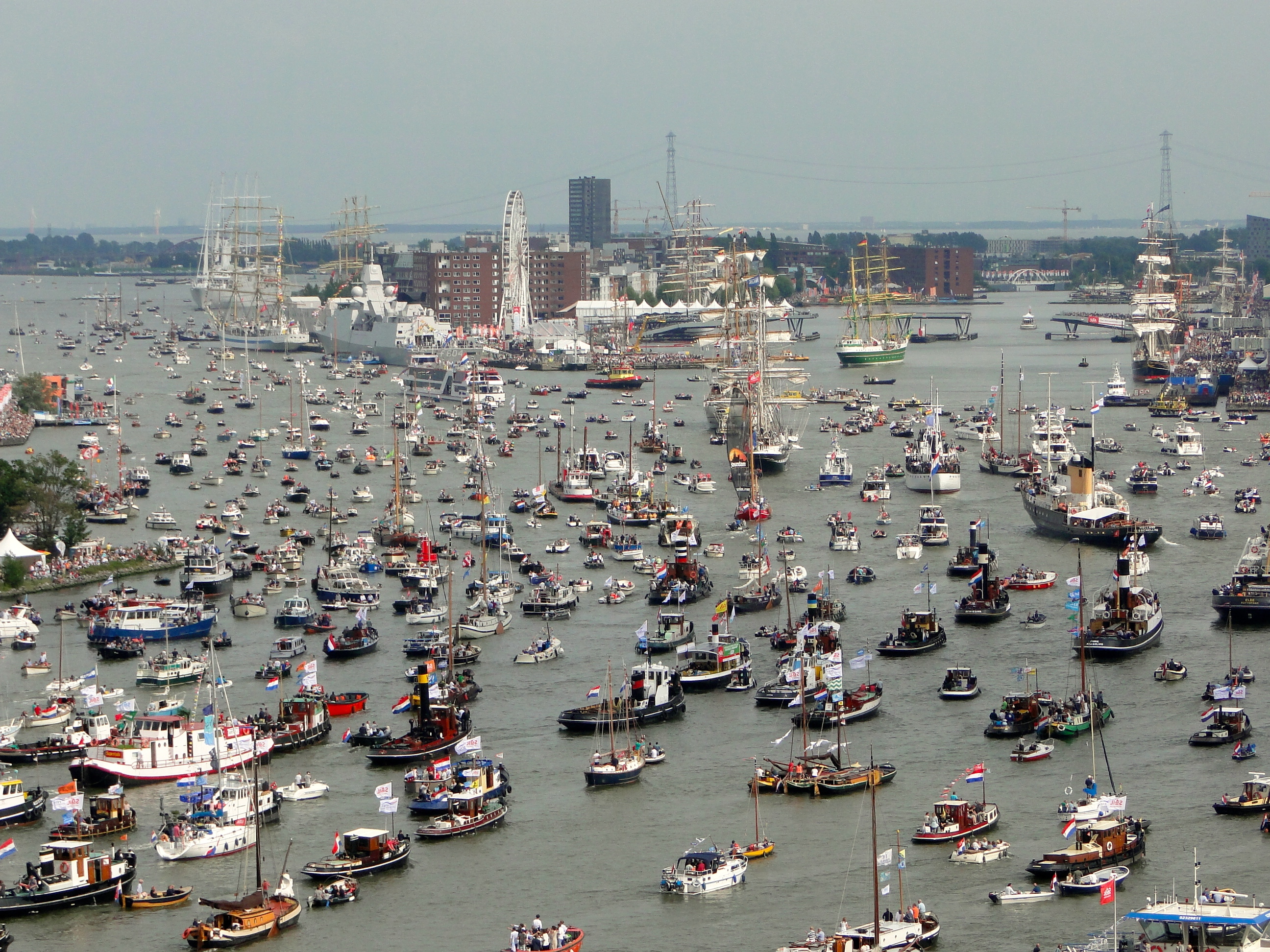
Parada na IJ - 2015
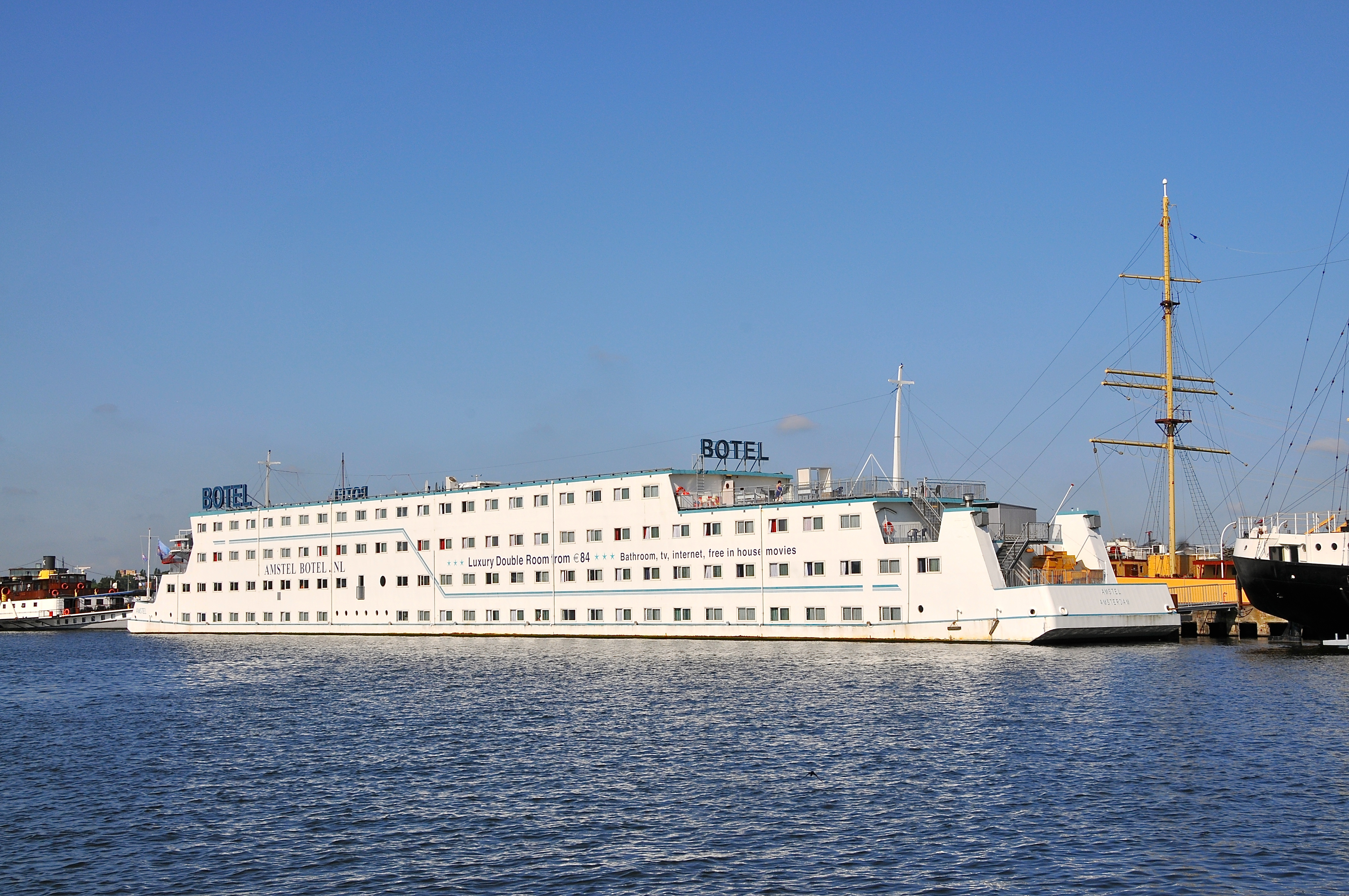
Amstel Botel, pływający hotel na IJ - 2014
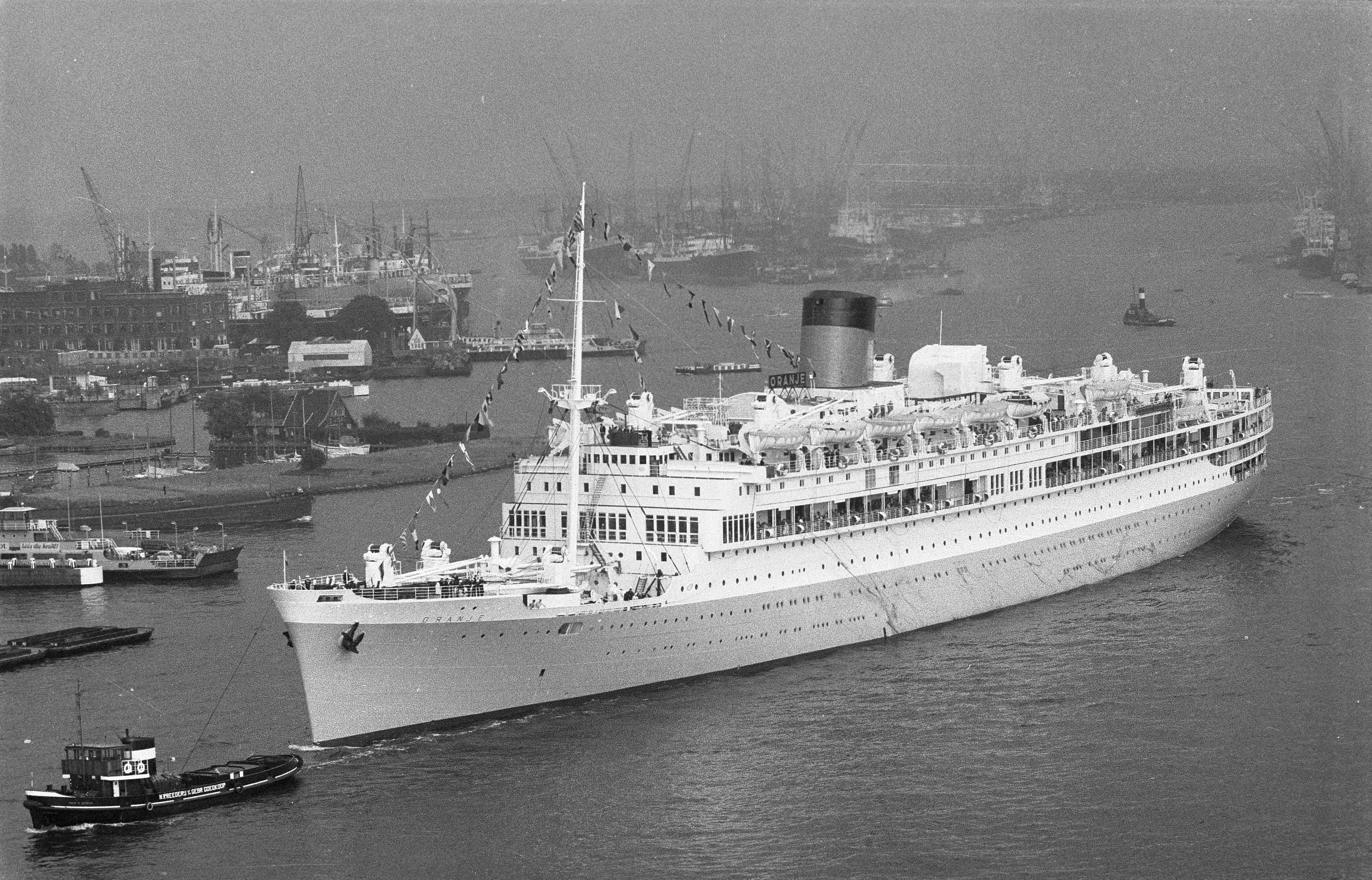
Ms. Oranje na IJ - 1960
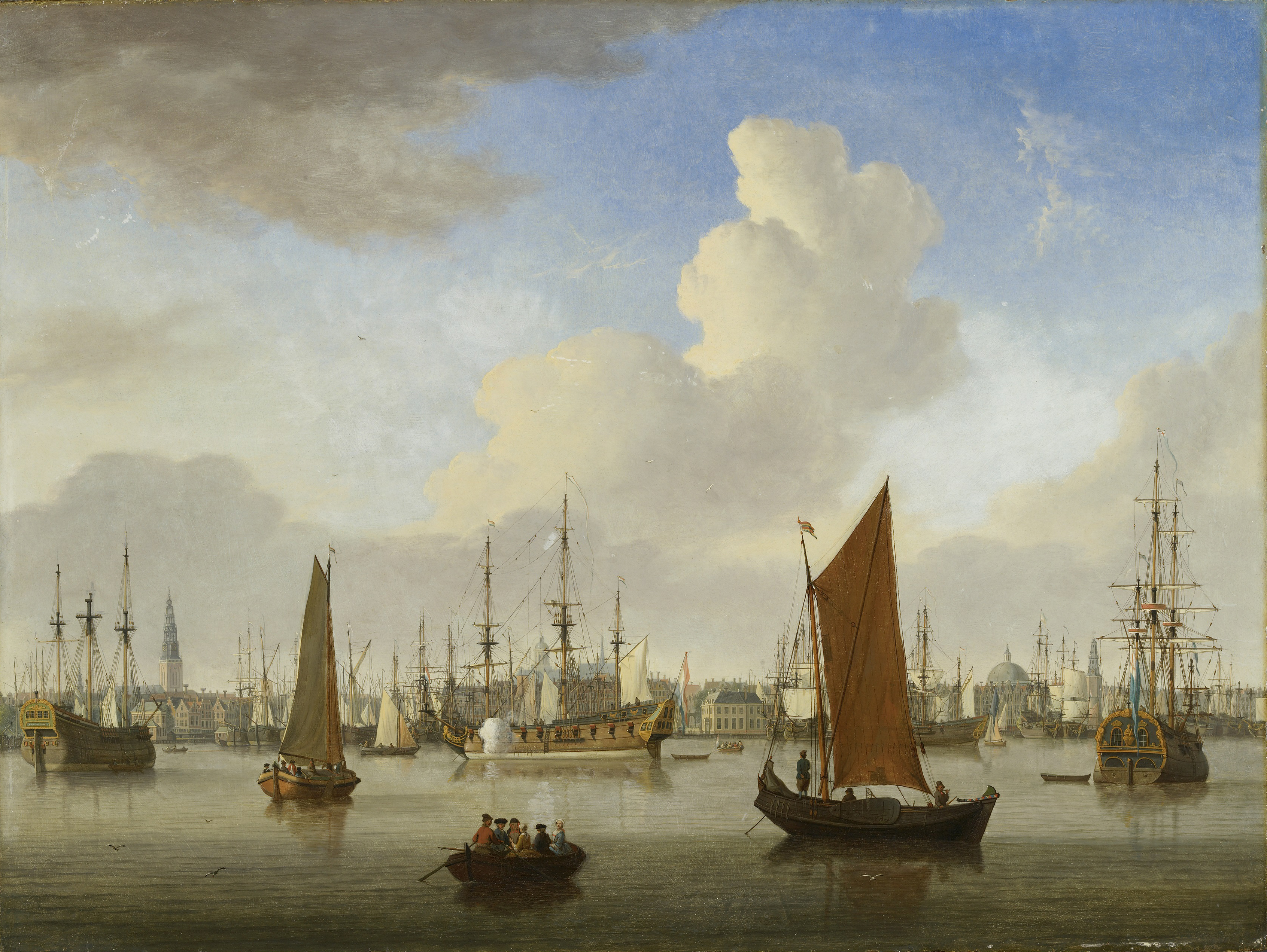
Widok na IJ i Amsterdam, Jan ten Compe - 1752